# Obozy reedukacyjne w Sinciangu

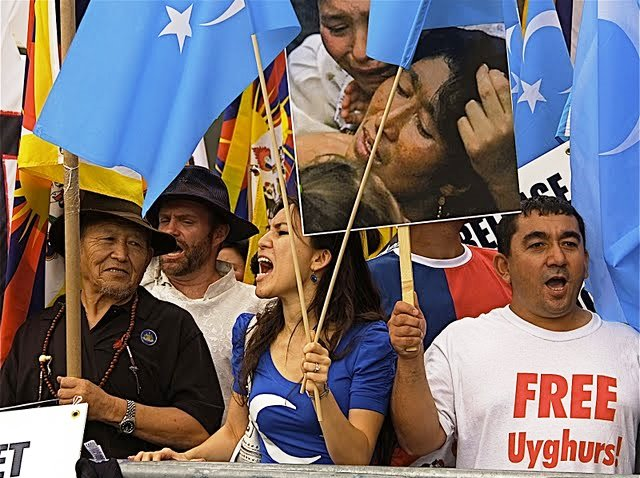
Ujgurowie z flagą Wschodniego Turkiestanu przed budynkiem ONZ w Nowym Jorku w 2014, protestujący przeciw naruszaniu praw człowieka w Sinciangu

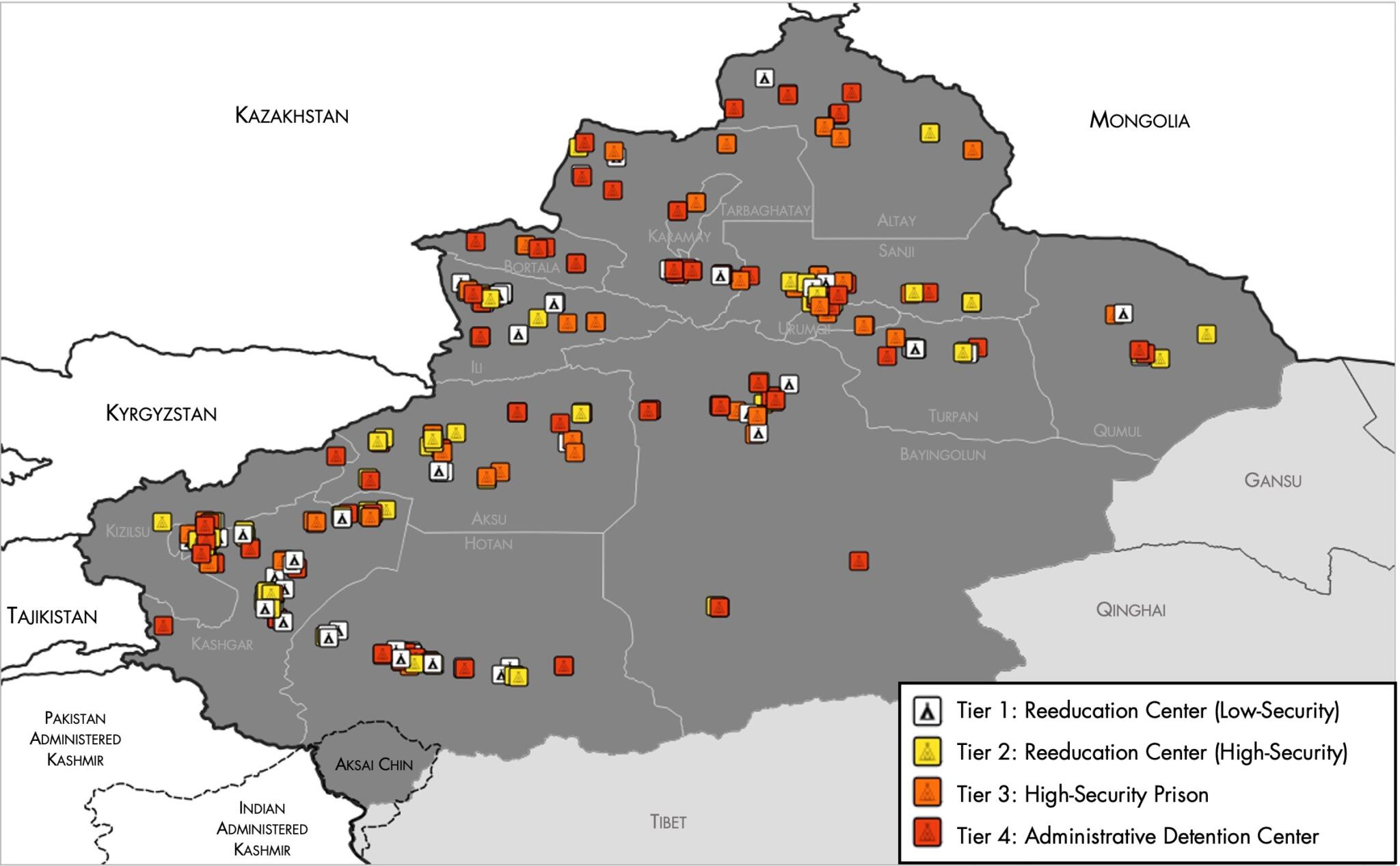
Lokalizacja prawdopodobnych obozów reedukacyjnych w Sinciangu

Kraje krytykujące i broniące stanowiska Chińskiej Republiki Ludowej w sprawie obozów reedukacyjnych w Sinciangu w 2019 (kolor czerwony – kraje krytykujące; kolor zielony – kraje biorące Chińską Republikę Ludową w obronę)

Obozy reedukacyjne w Sinciangu (także: obozy internowania w Sinciangu, obozy pracy w Sinciangu, obozy koncentracyjne w Sinciangu, gułag z Sinciangu; oficjalnie nazywane przez rząd Chińskiej Republiki Ludowej ośrodkami edukacyjnymi i szkolenia zawodowego w Sinciangu, chiń. 新疆职业技能教育培训中心) – obozy założone w 2017 w Chińskiej Republice Ludowej i zarządzane przez chińskie władze Sinciangu. Istnienie i działalność obozów jest przedmiotem krytyki wielu organizacji międzynarodowych, zwłaszcza pozarządowych, oraz rządów krajów demokratycznych, według których są tam nagminnie łamane prawa człowieka, a mniejszości etniczne i religijne podlegają przymusowej sinizacji będącej częścią konfliktu w Sinciangu. Obozy w Sinciangu są miejscem prawdopodobnie największej od czasów II wojny światowej akcji arbitralnego przetrzymywania przedstawicieli takich mniejszości. Według ChRL skala obozów i ich działalność jest wyolbrzymiona i wypaczona przez media międzynarodowe, a ich celem jest resocjalizacja ekstremistów i walka z terroryzmem.

## Historia
Obozy zostały założone w 2017 przez władze chińskie, kierowane przez sekretarza generalnego Komunistycznej Partii Chin Xi Jinpinga. Zarządza nimi Chen Quanguo, członek Biura Politycznego KPCh, który kieruje komitetem partii i rządem w regionie Sinciang. Obozy stały się przedmiotem zainteresowania światowej opinii publicznej po ujawnieniu ich istnienia przez media amerykańskie (The New York Times) w 2019. Według szacunków z 2020 w Sinciangu mogło istnieć ponad 380 obozów tego typu, a ich liczba stale wzrasta.

## Krytyka
Istnienie i działalność obozów są przedmiotem krytyki wielu organizacji międzynarodowych, zwłaszcza pozarządowych, jak i rządów krajów demokratycznych. Obozy są krytykowane za łamanie praw człowieka, w tym złe traktowanie więźniów, gwałty i tortury, a nawet ludobójstwo (kulturowe). Human Rights Watch twierdzi, że obozy te są wykorzystywane do indoktrynacji Ujgurów i innych muzułmanów od 2017 w ramach „ludowej wojny z terroryzmem”, polityki Chin komunistycznych ogłoszonej w 2014. Według krytyków celem obozów jest zniszczenie kultury i religii Ujgurów oraz innych, głównie muzułmańskich, mniejszości etnicznych i przyspieszenie ich asymilacji (sinizacji), a same obozy są prowadzone na marginesie systemu prawnego – wielu Ujgurów zostało internowanych bez procesu i nie postawiono im żadnych zarzutów (przetrzymywani są w długim areszcie prewencyjno-administracyjnym). Skala aresztowań jest bardzo duża. Według szacunków władze chińskie przetrzymują w tych obozach setki tysięcy Ujgurów (być może nawet ponad półtora miliona osób), a także członków innych etnicznych grup mniejszościowych (głównie muzułmańskich). Według tych szacunków internowanie Ujgurów i innych muzułmanów w obozach stanowi największą akcję arbitralnego przetrzymywania ludzi należących do mniejszości etnicznych i religijnych od czasów II wojny światowej. Dokonano porównań między obozami w Sinciangu a chińską rewolucją kulturalną z lat 60. XX wieku.
Niezależni eksperci nie mają możliwości kontroli sytuacji w obozach, ale wielu uważa, że są tam liczne ofiary śmiertelne; np. Ethan Gutmann, badacz Chin z Victims of Communism Memorial Foundation, szacuje liczbę ofiar na 5–10% więźniów rocznie.
W lipcu 2021 Ukraina poparła krytykę obozów, po czym jednak szybko się z niej wycofała, co doprowadziło do kontrowersji związanej z możliwą próbą politycznego szantażu w związku z groźbą wstrzymania dostaw chińskich szczepionek przeciwko COVID-19 dla Ukrainy.

## Stanowisko władz chińskich
Według władz chińskich obozy są formą resocjalizacji i elementem systemu walki z terroryzmem i ekstremizmem, są też „zgodne z zasadami i duchem” Globalnej Strategii Zwalczania Terroryzmu ONZ i podobnymi praktykami w krajach zachodnich, a oskarżenia o skalę aresztowań i złe traktowanie zatrzymanych to „mit” i „antychińska propaganda”. W 2020 chiński dyplomata, polityk i minister spraw zagranicznych Wang Yi stwierdził, że „w Sinciangu nie ma żadnych prześladowań”, a większość doniesień prasy międzynarodowej na temat obozów to „fake news”. Rządy niektórych krajów wyraziły poparcie dla działań podejmowanych przez chiński rząd. Do obrońców Chińskiej Republiki Ludowej należą przede wszystkim takie państwa jak Białoruś, Mjanma, Kambodża, Wenezuela, Kuba, Arabia Saudyjska, Rosja i Korea Północna, które według swoich krytyków także mają bogatą historię ograniczania praw i wolności obywatelskich oraz represjonowania i więzienia dysydentów.